# Трициклічні антидепресанти

Амітриптилін — типовий трициклічний антидепресант

Трициклі́чні антидепреса́нти (ТЦА, трицикліки, англ. tricyclic antidepressants, TCA) — група психотропних лікарських засобів з подібною хімічною структурою, які використовують для лікування депресії. ТЦА були відкриті на початку 1950-х років та почали використовувати для лікування в цьому ж десятилітті. Першим препаратом цієї групи був іміпрамін. ТЦА названо так через їх хімічну структуру, оскільки містять три кільця атомів. Тетрациклічні антидепресанти (ТеЦА) містять чотири кільця атомів та є близькоспорідненою групою антидепресантних сполук.
Хоча трициклічні антидепресанти все ще іноді призначають для лікування депресивних розладів, вони були значною мірою замінені в більшості регіонів світу новими антидепресантами, такими як селективні інгібітори зворотного захоплення серотоніну (СІЗЗС/SSRIs), селективні інгібітори зворотного захоплення серотоніну і норадреналіну (ІЗЗСіН/SNRIs), інгібітори зворотного захоплення норадреналіну (ІЗЗН/NRIs). Більшість ТЦА (за деякими виключеннями) — це препарати значно токсичніші, ніж сучасніші, насамперед тому, що виявляють значну м-холінолітичну та антигістамінну активність, що призводить до кардіотоксичності цих речовин. Кардіотоксичність — це найпоширеніший та найвідоміший недолік більшості ТЦА, що i є однією з основних причин їхнього обмеженішого використання у порівнянні з новішими класами антидепресантів.

## Механізм дії
Більшість ТЦА діють перш за все як інгібітори зворотного захоплення серотоніну і норадреналіну (ІЗЗСіН), блокуючи транспортери серотоніну (SERT) та норадреналіну (NET) відповідно, що призводить до збільшення синаптичної концентрації цих нейромедіаторів та, як наслідок, покращення нейропередачі. Оскільки серотонін і норадреналін мають важливе значення в розвитку депресії та тривоги, то, як було показано, зниження їхньої активності справляє цілющий вплив на ці психічні розлади. Крім того, ТЦА різною мірою взаємодіють з мускариновими, серотонінергічними (5HT1 і 5HT2) і гістаміновими H1 рецепторами. В результаті вони також діють як потужні антигістамінні і антихолінергічні засоби. Більшість, якщо не всі, ТЦА також ефективно пригнічують натрієві та кальцієві канали L-типу, і тому діють як блокатори натрієвих та кальцієвих каналів відповідно. Ці властивості відповідають за високий рівень смертності, що спостерігався при передозуванні ТЦА внаслідок їхньої кардіотоксичності.

## Показання до застосування
ТЦА використовують головним чином в клінічному лікуванні розладів настрою, таких як великий депресивний розлад (ВДР), дистимії, а також в резистентних до лікування варіантах депресій. Їх також використовують у лікуванні цілого ряду інших медичних розладів, в тому числі тривожних розладів, як-от генералізованого тривожного розладу (ГТР), соціальної фобії (СФ), відомої ще як соціальний тривожний розлад (СТР), обсесивно-компульсивного розладу (ОКР), панічного розладу (ПР), посттравматичного стресового розладу (ПТСР), тілесної дисморфофобії (ТДМФ), розладів харчової поведінки, а саме: анорексії і булімії, певних особистісних розладів, як-то межового розладу особистості (МРО), неврологічних розладів, як-то гіперактивного розладу з дефіцитом уваги (ГРДУ), хвороби Паркінсона, а також хронічного болю, невралгії або невропатичного болю і фіброміалгії, головного болю, або мігрені, відмови від куріння, синдрому Туретта, трихотіломанії, синдрому подразненої товстої кишки (СПТК), інтерстиціального циститу (ІЦ), нічного енурезу (НЕ), нарколепсії, безсоння, патологічного плачу і/або сміху, хронічної гикавки, сигуатерного отруєння, і як додатковий засіб при шизофренії.
ТЦА вводять перорально або парентерально починаючи з низької дози, яка поступово збільшується протягом перших кількох тижнів. У літніх людей використовують меншу дозу препарату. Дози повинні бути обрані індивідуально.

### Клінічна депресія
Протягом багатьох років ТЦА були препаратами першої лінії вибору для медикаментозного лікування клінічної депресії. Попри те, що вони як і раніше вважаються досить ефективними, вони все частіше замінюються антидепресантами з поліпшеною безпекою та профілем побічних ефектів, такими як СІЗЗС та іншими новими антидепресантами, такими як новітній оборотний ІМАО моклобемід. Проте трициклічні антидепресанти, можливо, ефективніші при лікуванні меланхолійної депресії, ніж інші класи антидепресантів. Нові антидепресанти, як вважають, мають менше та небагато серйозних побічних ефектів, і також менш ймовірно стануть причиною травми або смерті при спробі самогубства, оскільки дози необхідні для клінічного лікування та потенційно смертельне передозування (див. терапевтичний індекс) є набагато ширшими в порівнянні.
Проте ТЦА досі іноді використовують для лікування резистентної депресії, яка не в змозі відповісти на терапію новими антидепресантами. Вважається, що вони не викликають звикання, та дещо кращі за інгібітори моноаміноксидази (ІМАО). Побічні ефекти ТЦА, як правило, з'являються значно раніше за терапевтичний ефект при лікуванні депресії та/або тривоги, і потенційно можуть бути якоюсь мірою небезпечними, бо сила волі може зростати, що, можливо, надасть пацієнтові більшого бажання спробувати накласти на себе руки або здійснити це.

### Хронічний біль
ТЦА показали ефективність в клінічному лікуванні цілого ряду різних типів хронічного болю, зокрема невралгії, або невропатичного болю і фіброміалгії. Точний механізм дії для пояснення їхньої анальгетичної ефективності неясний, але, як вважають, вони непрямим чином модулюють опіоїдні системи нисхідних шляхів головному мозку через серотонінергічну та норадренергічну нейромодуляцію, поряд з іншими властивостями. Вони також ефективні в профілактиці мігрені, хоча не як засіб миттєвого полегшення гострого нападу мігрені. Вони також можуть бути ефективними для запобігання хронічних головних болів напруженості.

## Побічні ефекти
Багато побічних ефектів можуть бути пов'язані з антимускариновими властивостями ТЦА. Такі побічні ефекти є досить поширеним явищем і можуть включати: сухість у роті, сухість в носі, розпливчастий зір, знижену моторику ШКТ або запор, затримку сечі, когнітивні порушення і/або порушення пам'яті, підвищення температури тіла.
Інші побічні ефекти можуть включати сонливість, занепокоєння, емоційне притуплення (апатія/ангедонія), сплутаність свідомості, неспокій, запаморочення, акатизію, підвищену чутливість, зміну апетиту і ваги, пітливість, сексуальні дисфункції, м'язові судоми, слабкість, нудоту і блювання, гіпотонію, тахікардію і рідко нерегулярні серцеві ритми. Сіпання, галюцинації, марення і кома також є одними з токсичних ефектів, спричинені передозуванням. При застосуванні ТЦА також повідомляється про рідкісні випадки рабдоміолізу, або руйнування м'язової тканини.
Толерантність до цих побічних ефектів антидепресантів часто виникає, якщо лікування продовжується. Побічні ефекти також можуть спричиняти менше труднощів, якщо лікування починають з малих доз, а потім поступово підвищують, хоча в такому випадку це також може затримати корисний вплив антидепресантів.
ТЦА можуть поводитися як антиаритмічні препарати 1A класу і в результаті теоретично можуть припиняти фібриляцію шлуночків, знижувати скорочувальну здатність серцевого м'яза та збільшувати циркуляцію крові по колатералям в ішемізованих ділянках міокарда. Природно, що при передозуванні вони можуть бути кардіотоксичними, при цьому подовжуючи серцевий ритм та збільшуючи збудливість міокарда.
Нове дослідження також надало переконливі докази зв'язку між довгостроковим використанням антихолінергічних препаратів, таких як ТЦА та деменцією. Хоча багато досліджень вже дослідили цей зв'язок, це було перше дослідження з використанням довгострокового підходу (понад сім років), яке виявило, що деменції, пов'язані з антихолінергічними препаратами, можуть бути необоротними навіть через роки після припинення вживання цих ліків. Антихолінергічні препарати блокують дію ацетилхоліну, який передає сигнали в нервовій системі. У головному мозку ацетилхолін бере участь в процесах навчання і запам'ятовування.

## Приклади трициклічних антидепресантів
- Амітриптилін
- Дезироамін
- Дозулепін
- Доксепін
- Іміпрамін
- Кломіпрамін
- Лофепрамін
- Ноксиптилін
- Нортриптилін
- Опіпрамол
- Піпофезин
- Протриптилін
- Тіанептин
- Триміпрамін